# Enrico Ridolfi
Enrico Ridolfi (Lucca, 18 agosto 1828 – Firenze, 24 febbraio 1909) è stato uno storico dell'arte italiano.

## Biografia
Figlio del pittore Michele Ridolfi, in qualità di direttore degli Uffizi a partire dal 1890 fino al 1903, il Ridolfi riorganizzò gli ambienti espositivi della galleria medicea.
In un importante articolo del 1891, il Ridolfi, pubblicò un documento d'archivio che stabilì la provenienza del ritratto della Velata conservato a Palazzo Pitti dalla successione Botti, permettendo pertanto di identificare il quadro della Galleria Palatina con quello della testimonianza vasariana, chiudendo in tal modo la vexata quaestio che dal XVIII secolo si trascinava fino agli albori del XX.
È sepolto nel Cimitero Monumentale della Misericordia dell'Antella, Comune di Bagno a Ripoli, provincia di Firenze.

## Opere
- Guida di Lucca, Lucca, Tipografia Giusti, 1877
- Notizie sopra varie opere di Fra da San Marco, Giornale Ligustico di archeologica, storia e belle arti, vol. 5, 1878, pagg. 122 sq.
- L'arte in Lucca studiata nella sua Cattedrale, Lucca, Tipografia B. Canovetti, 1882.
- Giovanna Tornabuoni e Ginevra de' Benci nel coro di S. Maria Novella in Firenze, "Archivio storico italiano", ser. 5, VI, 1890, pagg. 426-456
- Di alcuni ritratti delle Gallerie fiorentine, "Archivio storico dell'arte", vol. IV, 1891, pagg. 425-455
- La basilica di San Michele in foro in Lucca, Roma, Tipografia dell'Unione Cooperativa Edit., 1893.
- Ritrovamento della Pallade di Sandro Botticelli, Firenze, Stabilimento Tipografico Fiorentino, 1895.
- Il mio direttorato delle regie Gallerie fiorentine : Appunti, Firenze, Tipografia Domenicana, 1905.